# Nelson San Martín
Nelson Marcelo San Martín Arriagada (* 17. Mai 1980 in Santiago de Chile) ist ein ehemaliger chilenischer Fußballspieler.

## Karriere
Mit 20 Jahren begann er seine Profikarriere beim chilenischen Verein CF Universidad de Chile. 2002 wurde er für ein Jahr zu Deportes Temuco ausgeliehen, ehe er zu Universidad zurückkehrte. Da er sich erneut nicht durchsetzen konnte, ging er zu CD Unión San Felipe, wo er es auf 26 Spiele und 4 Tore brachte. Seine nächste Station war CDP Curicó Unido. Im November 2006 wechselte San Martín nach Malaysia in die Malaysian Super League zu Kedah FA. Hier gewann er seine ersten großen Titel und hatte maßgeblichen Anteil am Erfolg der Mannschaft. Er gewann mit dem Verein zweimal in Folge das Triple aus Meisterschaft, Malaysian FA Cup und Malaysia Cup. Zudem konnte er mit der Mannschaft bis ins Halbfinale des AFC Cup 2007 vordringen. Zu Ende der Saison 2008 musste San Martín die Liga verlassen. Der Malaysische Fußballverband hatte beschlossen, keine Ausländer mehr in der Liga zuzulassen. Er wechselte für eine Saison nach Thailand und spielte dort für den Thai-Premier-League-Neuling FC Bangkok Glass. Im Dezember 2009 unterschrieb er einen Vertrag bei Home United in Singapur. Hier spielte er bis Ende 2012. Am 1. Dezember 2012 unterschrieb er einen Vertrag beim chilenischen Klub AC Barnechea. Dieser wurde einen Monat später wieder aufgelöst. 2013 ging er nach Malaysia. Hier unterschrieb er einen Vertrag bei seinem ehemaligen Klub Kedah FA in Alor Setar. Ein Jahr später wechselte er zum Ligakonkurrenten Terengganu FC II. Ende 2014 beendete er seine Karriere als Fußballspieler.

## Erfolge
Kedah FA
- Malaysian Super League: 2007, 2008
- Malaysia FA Cup: 2007, 2008
- Malaysia Cup: 2007, 2008
- AFC Cup: 2007 (Halbfinale)